# Víchov
Víchov (německy Wikau) je malá vesnice, část města Černošín v okrese Tachov v Plzeňském kraji. Nachází se pět kilometrů jihovýchodně od Černošína. Prochází zde silnice II/230. Víchov je také název katastrálního území o rozloze 5,8 km².

## Název
Až do 19. století byla vesnice známá však pod jménem Bytkov ve významu „Bytkův dvůr“.

## Historie
První písemná zmínka o vesnici pochází z roku 1342.

## Obyvatelstvo
| Rok            | 1869 | 1880 | 1890 | 1900 | 1910 | 1921 | 1930 | 1950 | 1961 | 1970 | 1980 | 1991 | 2001 | 2011 | 2021 |
| -------------- | ---- | ---- | ---- | ---- | ---- | ---- | ---- | ---- | ---- | ---- | ---- | ---- | ---- | ---- | ---- |
| Počet obyvatel | 219  | 236  | 230  | 238  | 241  | 238  | 203  | 100  | 111  | 119  | 109  | 100  | 86   | 121  | 91   |
| Počet domů     | 37   | 42   | 44   | 44   | 40   | 44   | 44   | 30   | 26   | 24   | 25   | 26   | 27   | 27   | 30   |

## Obecní správa
Při sčítání lidu v letech 1850–1959 Víchov byl samostatnou obcí v okrese Stříbro. V letech 1960–1979 bylo částí obce Těchlovice v okrese Tachov. Od 1. ledna 1980 je částí města Černošín v okrese Tachov.

## Pamětihodnosti
- Dva mohylníky

## Osobnosti
Podle tradice se zde narodil husitský teoretik, kněz Jakoubek zvaný ze Stříbra.